# 陶纘
陶纘（1459年—？），字述之，直隸蘇州府崑山縣人，民籍，明朝政治人物。

## 生平
成化十六年（1480年）庚子科應天府鄉試第六十四名舉人。成化二十三年（1487年）中式丁未科會試第二百三十五名，二甲第八十六名進士。授刑部主事，弘治五年（1492年）九月以防闲不严下狱，降调府通判。

## 家族
曾祖陶士賢；祖父陶誠；父陶恂，母楊氏。慈侍下。